# Dajaca napolovi
Dajaca napolovi är en insektsart som beskrevs av Brock 2000. Dajaca napolovi ingår i släktet Dajaca och familjen Aschiphasmatidae. Inga underarter finns listade i Catalogue of Life.